# Alfred Pasquali
Alfred Adolphe Pasquali (31 de octubre de 1898 – 12 de junio de 1991) fue un actor y director teatral, además de intérprete cinematográfico, de nacionalidad francesa. 
Nacido en Estambul, Imperio Otomano (actual Turquía), también fue conocido por el nombre artístico de Fred Pasquali. Entre sus actividades artísticas figura también su trabajo como actor de voz en el doblaje de numerosas producciones de dibujos animados. 
Falleció en París, Francia, en 1991.

## Filmografía

### Cine
| - 1918 – I topi grigri, de Emilio Ghione - 1927 – La Jalousie du barbouillé, de Alberto Cavalcanti - 1932 – Fantômas, de Paul Fejos - 1932 – Ma femme...homme d'affaires, de Max de Vaucorbeil - 1932 – Monsieur de Pourceaugnac, de Gaston Ravel y Tony Lekain - 1933 – Rothchild, de Marco de Gastyne - 1933 – Âme de clown, de Marc Didier y Yvan Noé - 1933 – La Fusée, de Jacques Natanson - 1933 – Miss Helyett, de Hubert Bourlon y Jean Kemm - 1933 – Pour être aimé, de Jacques Tourneur - 1933 – Trois hommes en habit, de Mario Bonnard - 1933 – Un peu d'amour, de Hans Steinhoff - 1935 – Les dieux s'amusent, de Reinhold Schünzel y Albert Valentin - 1935 – Johnny haute couture, de Serge de Poligny - 1935 – Un homme de trop à bord, de Gerhard Lamprecht y Roger Le Bon - 1936 – L'Appel du silence, de Léon Poirier - 1936 – Au service du tzar, de Pierre Billon - 1936 – Donogoo, de Reinhold Schünzel y Henri Chomette - 1936 – Un mauvais garçon, de Jean Boyer - 1937 – Mademoiselle ma mère, de Henri Decoin - 1938 – Raphaël le tatoué, de Christian-Jaque - 1938 – Le Dernier Tournant, de Pierre Chenal - 1939 – Battement de cœur, de Henri Decoin y Alfred Pasquali - 1941 – Caprices, de Léo Joannon - 1941 – Ce n'est pas moi, de Jacques de Baroncelli - 1941 – Péchés de jeunesse, de Maurice Tourneur - 1941 – Pension Jonas, de Pierre Caron - 1941 – Romance de Paris, de Jean Boyer - 1942 – Fou d'amour, de Paul Mesnier - 1942 – L'Honorable Catherine, de Marcel L'Herbier - 1942 – Le journal tombe à cinq heures, de Georges Lacombe - 1942 – Une étoile au soleil, de André Zwobada - 1943 – Le Comte de Monte-Cristo, de Robert Vernay - 1943 – Coup de tête, de René Le Hénaff - 1943 – Donne-moi tes yeux, de Sacha Guitry - 1945 – Au petit bonheur, de Marcel L'Herbier - 1945 – Le Capitan, de Robert Vernay - 1945 – Trente et Quarante, de Gilles Grangier - 1945 – L'Extravagante Mission, de Henri Calef | - 1945 – Jéricho, de Henri Calef - 1945 – Jeux de femmes, de Maurice Cloche - 1946 – Parade du rire, de Roger Verdier - 1947 – Les Aventures des Pieds-Nickelés, de Marcel Aboulker - 1948 – Toute la famille était là, de Jean de Marguenat - 1949 – Interdit au public, de Alfred Pasquali - 1949 – Le Trésor des Pieds-Nickelés, de Marcel Aboulker - 1950 – Nous irons à Paris de Jean Boyer - 1950 – Cœur sur mer, de Jacques Daniel-Norman - 1950 – Les Joyeux Pélerins, de Alfred Pasquali - 1951 – Les Mémoires de la vache Yolande, de Ernst Neubach - 1951 – Le Dindon, de Claude Barma - 1952 – Pas de vacances pour Monsieur le Maire, de Maurice Labro - 1952 – Cent francs par seconde, de Jean Boyer - 1953 – Ma petite folie, de Maurice Labro - 1953 – Les Amoureux de Marianne, de Jean Stelli - 1954 – J'avais sept filles, de Jean Boyer - 1955 – Les deux font la paire, de André Berthomieu - 1956 – Le Couturier de ces dames, de Jean Boyer - 1956 – L'Auberge en folie, de Pierre Chevalier - 1957 – Amour de poche, de Pierre Kast - 1957 – Sénéchal le magnifique, de Jean Boyer - 1961 – À rebrousse-poil, de Pierre Armand - 1961 – Snobs !, de Jean-Pierre Mocky - 1962 – C'est pas moi, c'est l'autre, de Jean Boyer - 1963 – Un drôle de paroissien, de Jean-Pierre Mocky - 1964 – La Cité de l'indicible peur, de Jean-Pierre Mocky - 1969 – Aux frais de la princesse, de Roland Quignon - 1969 – La Honte de la famille, de Richard Balducci - 1973 – Prenez la queue comme tout le monde, de Jean-François Davy - 1976 – Dis bonjour à la dame, de Michel Gérard - 1977 – Gloria, de Claude Autant-Lara - 1978 – Les Ringards, de Robert Pouret - 1979 – Au bout du bout du banc, de Peter Kassovitz - 1981 – Signé Furax, de Marc Simenon - 1981 – Prends ta rolls et va pointer, de Richard Balducci - 1982 – Salut la puce, de Richard Balducci |

### Cortometrajes
- 1932 – Un coup manqué, de Marco de Gastyne
- 1932 – Le Chimpanzé, de Marco de Gastyne
- 1933 – Gonzague, de Marco de Gastyne

### Televisión
- 1966 : Rouletabille, de Robert Mazoyer, episodio Rouletabille chez les Bohémiens
- 1967 : Le Golem, de Jean Kerchbron
- 1973 : Lucien Leuwen, de Claude Autant-Lara
- 1977 : D'Artagnan amoureux, serie de Yannick Andréi

### Au théâtre ce soir
Actor
- 1968 : Étienne, de Jacques Deval, escenografía de Louis Seigner, dirección de Pierre Sabbagh, Teatro Marigny
- 1968 : Baby Hamilton, de Maurice Braddell y Anita Hart, escenografía de Christian-Gérard, dirección de Pierre Sabbagh, Teatro Marigny
- 1969 : Many, de Alfred Adam, escenografía de Pierre Dux, dirección de Pierre Sabbagh, Teatro Marigny
- 1969 : Caroline a disparu, de Jean Valmy y André Haguet, escenografía de Jacques-Henri Duval, dirección de Pierre Sabbagh, Teatro Marigny
- 1970 : La Roulotte, de Michel Duran, escenografía de Alfred Pasquali, dirección de Pierre Sabbagh, Teatro Marigny
- 1971 : Arsénico por compasión, de Joseph Kesselring, escenografía de Alfred Pasquali, dirección de Pierre Sabbagh, Teatro Marigny
- 1971 : Tapage nocturne, de Marc-Gilbert Sauvajon, escenografía de Jacques-Henri Duval, dirección de Pierre Sabbagh, Teatro Marigny
- 1972 : Faites-moi confiance, de Michel Duran, escenografía de Alfred Pasquali, dirección de Pierre Sabbagh, Teatro Marigny
- 1972 : Adorable Julia, de Marc-Gilbert Sauvajon, escenografía de René Clermont, dirección de Georges Folgoas, Teatro Marigny
- 1973 : La Vénus de Milo, de Jacques Deval, escenografía de Alfred Pasquali, dirección de Georges Folgoas, Teatro Marigny
- 1973 : La Purée, de Jean-Claude Eger, escenografía de Robert Manuel, dirección de Georges Folgoas, Teatro Marigny
- 1973 : Le Complexe de Philémon, de Jean Bernard-Luc, escenografía de René Clermont, dirección de Georges Folgoas, Teatro Marigny
- 1975 : Demandez Vicky, de Marc-Gilbert Sauvajon, escenografía de Jacques-Henri Duval, dirección de Pierre Sabbagh, Teatro Édouard VII
- 1978 : Vous ne l'emporterez pas avec vous, de Moss Hart y George Kaufman, escenografía de Jean-Luc Moreau, dirección de Pierre Sabbagh, Teatro Marigny
- 1978 : Les Pavés du ciel, de Albert Husson, escenografía de Claude Nicot, dirección de Pierre Sabbagh, Teatro Marigny
- 1979 : Mon crime, de Louis Verneuil y Georges Berr, escenografía de Robert Manuel, dirección de Pierre Sabbagh, Teatro Marigny
- 1980 : Peau de vache, de Pierre Barillet y Jean-Pierre Grédy, escenografía de Jacques Charon, dirección de Pierre Sabbagh, Teatro Marigny

Director únicamente
- 1967 : Bon Appétit Monsieur, de Gilbert Laporte, dirección de Pierre Sabbagh, Teatro Marigny
- 1967 : Au petit bonheur, de Marc-Gilbert Sauvajon, dirección de Pierre Sabbagh, Teatro Marigny
- 1968 : Boléro, de Michel Duran, dirección de Pierre Sabbagh, Teatro Marigny

## Teatro

### Actor
- 1921 : La Dauphine, de François Porché, Théâtre du Vieux-Colombier
- 1925 : La Robe d'un soir, de Rosemonde Gérard, escenografía de Firmin Gémier, Teatro del Odéon
- 1926 : Dalilah, de Paul Demasy, Teatro del Odéon
- 1933 : La Femme en blanc, de Marcel Achard, Teatro Michel
- 1933 : Teddy and Partner, de Yvan Noé, Teatro Michel
- 1933 : Le Vent et la pluie, de Georges de Warfaz a partir de Merton Hodge, Teatro des Célestins
- 1940 : Pluto, de Aristófanes, escenografía de Charles Dullin, Teatro de París
- 1943 : Feu du ciel, de Jean Tranchant, escenografía de Alfred Pasquali, Teatro Pigalle
- 1945 : Topaze, de Marcel Pagnol, escenografía de Alfred Pasquali, Teatro Pigalle
- 1947 : La Perverse Madame Russel, de Joan Morgan, escenografía de Alfred Pasquali, Teatro Verlaine
- 1951 : Les Vignes du seigneur, de Robert de Flers y Francis de Croisset, escenografía de Pierre Dux, Teatro de París
- 1952 : La Grande Roue, de Guillaume Hanoteau, escenografía de Roland Piétri, Teatro Saint-Georges
- 1952 : Many, de Alfred Adam, escenografía de Pierre Dux, Teatro Gramont
- 1954 : À la Jamaïque, de Francis Lopez et Raymond Vincy, escenografía de Alfred Pasquali, Teatro de la Porte Saint-Martin
- 1956 : La Plume, de Pierre Barillet y Jean-Pierre Grédy, escenografía de Jean Wall, Teatro Daunou
- 1957 : À la Jamaïque, de Francis Lopez y Raymond Vincy, escenografía de Alfred Pasquali, Teatro des Célestins
- 1958 : Coups de pouce, de Bernard Frangin, escenografía de Alfred Pasquali, Teatro des Célestins
- 1958 : La Saint Valentin, de Raymond Vincy, escenografía de Alfred Pasquali, Teatro des Célestins
- 1960 : Madame Sans-Gêne, de Victorien Sardou y Émile Moreau, escenografía de Alfred Pasquali, Teatro del Ambigu-Comique
- 1961 : Le Petit Bouchon, de Michel André, escenografía de Jacques Mauclair, Théâtre des Variétés
- 1962 : Madame Sans-Gêne, de Victorien Sardou y Émile Moreau, escenografía de Alfred Pasquali, Teatro des Célestins
- 1962 : La Contessa ou la Volupté d'être, de Maurice Druon, escenografía de Jean Le Poulain, Teatro de París
- 1962 : Oscar, de Claude Magnier, escenografía de Jacques Mauclair, Teatro en Rond
- 1963 : La Femme d'un autre et le mari sous le lit, de Fiódor Dostoyevski, escenografía de André Charpak, Teatro Récamier
- 1963 : Vautrin, de André Charpak, a partir de Honoré de Balzac, escenografía de André Charpak, Teatro Récamier
- 1964 : Comment réussir dans les affaires sans vraiment se fatiguer, de Frank Loesser y Abe Burrows, escenografía de Pierre Mondy, Teatro de París
- 1965 : Deux anges sont venus, de Roger Pierre y Jean-Marc Thibault a partir de Albert Husson, escenografía de Pierre Mondy, Teatro de París
- 1967 : Demandez Vicky, de Marc-Gilbert Sauvajon, escenografía de Jacques-Henri Duval, Teatro des Nouveautés
- 1968 : El buen soldado Švejk, de Jaroslav Hašek, escenografía de José Valverde, Théâtre de l'Athénée
- 1969 : Le Marchand de soleil, de Robert Thomas y Jacques Mareuil, escenografía de Robert Manuel, Teatro Mogador
- 1971 : La Maison de Zaza, de Gaby Bruyère, escenografía de Robert Manuel, Teatro des Nouveautés
- 1973 : La Purée, de Jean-Claude Eger, escenografía de Robert Manuel, Teatro des Nouveautés, Teatro Fontaine
- 1974 : Le Mari, la Femme et la Mort, de André Roussin, escenografía del autor y Louis Ducreux, Teatro Antoine
- 1974 : Le Péril bleu ou Méfiez-vous des autobus, de y escenografía de Victor Lanoux, Teatro des Mathurins
- 1975 : Peau de vache, de Pierre Barillet y Jean-Pierre Grédy, escenografía de Jacques Charon, Teatro de la Madeleine
- 1985 : La Prise de Berg-Op-Zoom, de Sacha Guitry, escenografía de Jean Meyer, Teatro des Célestins
- 1986 : La Prise de Berg-Op-Zoom, de Sacha Guitry, escenografía de Jean Meyer, Teatro des Nouveautés, Teatro de la Michodière

### Director
- 1941 : Boléro, de Michel Duran, Théâtre des Bouffes-Parisiens
- 1943 : Feu du ciel, de Jean Tranchant, Teatro Pigalle
- 1945 : Topaze, de Marcel Pagnol, Teatro Pigalle
- 1945 : Tristan et Yseut, de Lucien Fabre, Teatro Édouard VII
- 1946 : La Bonne Hôtesse, de Jean-Jacques Vital y Serge Veber, música de Bruno Coquatrix, Teatro Alhambra
- 1947 : Le Maharadjah, de Jean-Jacques Vital y Serge Veber, música de Bruno Coquatrix, Teatro Alhambra
- 1948 : Escupiré sobre vuestra tumba, de Boris Vian, Teatro Verlaine
- 1948 : Saïgon 46, de Jean-Raphaël Leygues, Teatro de la Potinière
- 1948 : Interdit au public, de Roger Dornès y Jean Marsan, Comédie Wagram
- 1949 : Sébastien, de Henri Troyat, Théâtre des Bouffes Parisiens
- 1950 : M’sieur Nanar, de Jean-Jacques Vital, Pierre Ferrari y André Hornez, Teatro de l'Étoile
- 1952 : Schnock, de Marc-Cab y Jean Rigaux, Teatro des Célestins
- 1952 : Baratin, de Jean Valmy y André Hornez, Teatro des Célestins
- 1954 : À la Jamaïque, de Raymond Vincy y Francis Lopez, Teatro de la Porte Saint-Martin
- 1954 : La Roulotte, de Michel Duran, Teatro Michel
- 1955 : La Folle Nuit, de André Mouëzy-Éon y Félix Gandera, Teatro des Célestins
- 1956 : Bon appétit monsieur, de Gilbert Laporte, Théâtre de l'Athénée
- 1956 : Ave Marianne, de Pierre Gilbert y Georges Bernardet, Teatro des Célestins
- 1956 : Meurtre au ralenti, de Boileau-Narcejac, Teatro du Grand-Guignol
- 1956 : L'Assassin, de Jean-Pierre Conty, Teatro du Grand-Guignol
- 1958 : Coups de pouce, de Bernard Frangin, Teatro des Célestins
- 1958 : La Saint Valentin, de Raymond Vincy, Teatro des Célestins
- 1958 : La Fin du monde, de Max-Henri Cabridens a partir de Jacques Natanson, Teatro du Grand-Guignol
- 1959 : La Mauvaise Semence, de T. Mihalakeas y Paul Vandenberghe, Teatro des Arts
- 1960 : Madame Sans-Gêne, de Victorien Sardou y Émile Moreau, Teatro del Ambigu-Comique
- 1962 : Les Oiseaux rares, de Renée Hoste, Teatro Montparnasse

## Actor de voz

### Cine
- Mary Poppins (1964) : Arthur Malet
- Tintin et les Oranges bleues (1964) : Félix Fernández

### Dibujos animados
- La Rose de Bagdad (1949)
- The Sword in the Stone (1963)
- Aladin et la Lampe merveilleuse, de Jean Image (1968)
- Tintín en el templo del sol, de Eddie Lateste (1969)
- Los aristogatos (1970)

### Televisión
- Duel (1971) : Eddie Firestone